# یواس‌اس لادلو (دی‌دی-۱۱۲)
یواس‌اس لادلو (دی‌دی-۱۱۲) (به انگلیسی: USS Ludlow (DD-112)) یک کشتی بود که طول آن ۹۵٫۸۳ متر (۳۱۴٫۴ فوت) بود. این کشتی در سال ۱۹۱۸ ساخته شد.